# The Replacements
The Replacements — американская рок-группа из Миннеаполиса, штат Миннесота, основанная в 1979 году. Состояла из вокалиста и гитариста Пола Вестерберга, гитариста Боба Стинсона, басиста Томми Стинсона и ударника Криса Марса. Начав своё творчество, исполняя грязный, гаражный хардкор-панк, группа эволюционировала и выработала звук, сочетавший в себе элементы панка, пауэр-попа, рокабилли, гаражного рока и джэнгл-попа, оказав значительное влияние на развитие альтернативной сцены США 80-х и 90-х. Группа расформировалась в июле 1991 года. Участники группы занялись сольными проектами.
На звучание группы значительно повлияли группы Big Star, Faces и Badfinger, а также группы панк-рока, The Clash, Dead Boys и The Jam.

## Участники группы
- Пол Вестерберг (англ. Paul Westerberg) — вокал
- Боб Стинсон (англ. Bob Stinson) — гитара
- Томми Стинсон (англ. Tommy Stinson) — бас-гитара
- Крис Марс (англ. Chris Mars) — ударные
- Слим Данлэп (англ. Slim Dunlap) — гитара
- Стив Фоли (англ. Steve Foley) — гитара

## Дискография
- Sorry Ma, Forgot to Take Out the Trash, 1981
- Stink, 1982
- Hootenanny, (1983
- Let It Be, 1984
- The Shit Hits the Fans, 1985
- Tim, 1985
- Pleased to Meet Me, 1987
- Don’t Tell a Soul, 1989
- All Shook Down, 1990